# Väröbacka
Väröbacka ist ein Tätort in der schwedischen Provinz Hallands län und der historischen Provinz Halland.
Der Ort in der Gemeinde Varberg liegt an der alten E6 rund 20 km nördlich des Zentrums der Stadt Varberg. Im Ort gibt es eine Grundschule, die von etwa 250 Schülerinnen und Schülern besucht wird.

## Sehenswürdigkeiten
Die Värö-Kirche, die Pfarrkirche in der Värö-Gemeinde, befindet sich im östlichen Teil von Väröbacka.